# 아슈와간다

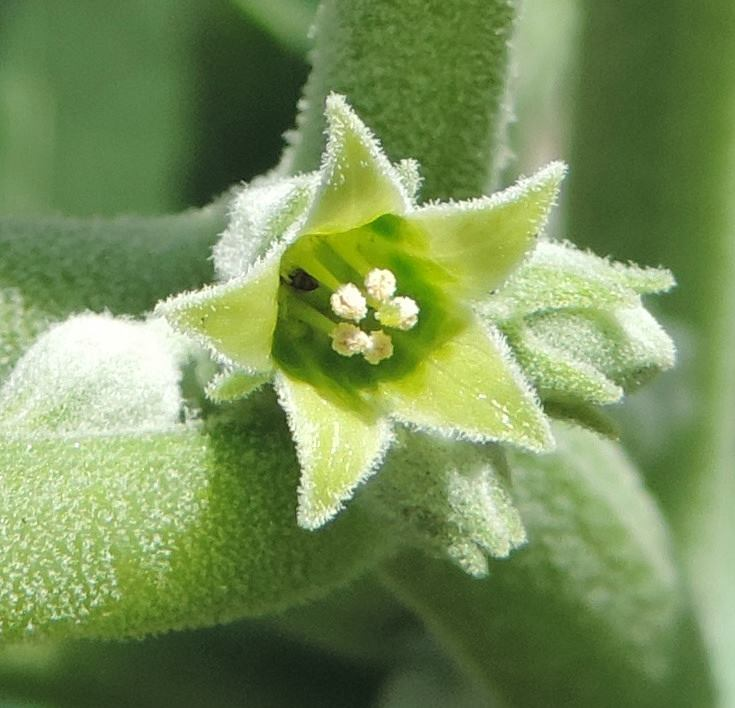
아슈와간다 꽃

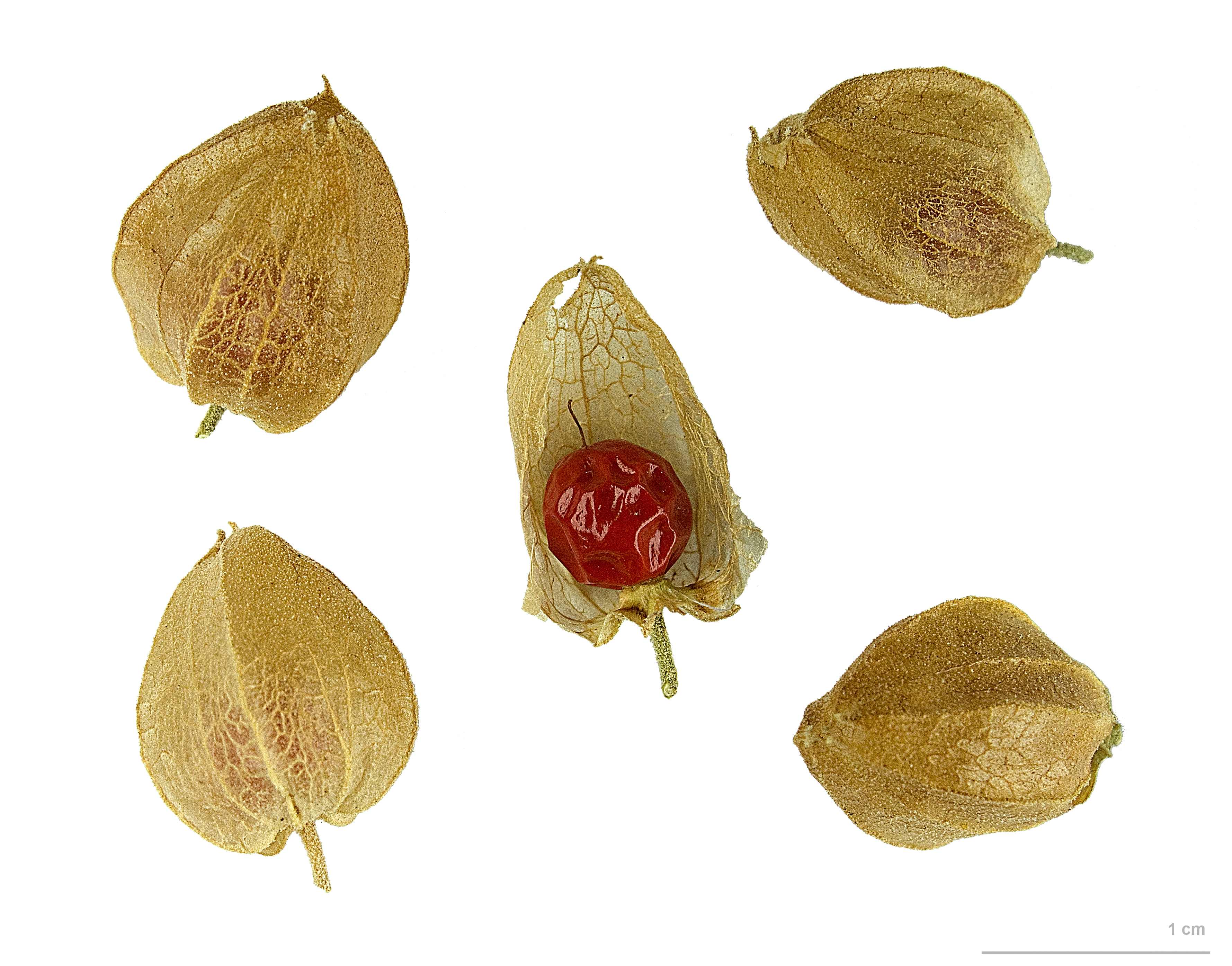
아슈와간다 열매

아슈와간다는 가지과의 식물이다.

## 특징
아슈와간다의 높이는 35~75cm이다. 모용 가지는 중앙 줄기에서 방사상으로 연장된다. 잎은 흐린 녹색이고 타원형이며, 보통 길이가 10~12cm이다. 꽃은 작고 녹색이며 종 모양이다. 잘 익은 열매는 주황색을 띤 빨간색이다.

## 효능
가지과에 속하는 아쉬와간담(학명:Withania Sommifera)의 뿌리와 잎은 일반적으로 약재로로 사용되며 비타페린 A, 비타놀라이드 D등의 성분이 포함된 비타놀라이드가 함유되어 있다. 고대로부터 아쉬와간다는 면역,신경,내분비 및 생식기 기관등의 인체 여러 구조에 유용하기 때문에 인도에서는 오일로도 사용되었다.
인도에서 발견된 아쉬와간다는 수세기동안 광범위한 치료제로 사용되어왔으며 최근에 과학자들은 아쉬와간다에 항염 및 항산화 특성이 있음을 발견하였다.